# أحمديا جابرايلوف
أحمديا ميكاييل أغلو جابراييلوف (بالأذرية: Əhmədiyyə Cəbrayılov) - مشارك الحرب العالمية الثانية، بارتيزان، أحد الممثلين البارزين للمقاومة الفرنسية، والد شهيد للحرب مرتفعات قرة باغ، والبطل الوطني لأذربيجان ميكايل جبريلوف. وقع رئيس جمهورية أذربيجان إلهام علييف على أمر بمناسبة الذكرى المئوية لأحمدية جبرايلوف.

## حياته
ولد أحمديا ميكاييل أغلو جابراييلوف في 22 سبتمبر عام 1920 في قرية أوخود لمدينة شاكي. هو كان مشاركا للمقاومة الفرنسية في فترات الحرب العالمية الثانية وشارك في الحروب كأسماء «أرميد ميسيل»، «ريوس أرميد» و «خارقو» والألقاب الأخرى.
حصل على الأوسمة والميداليات الفرنسية، بما في ذلك الميدالية العسكرية. في 1935 إلتحق أحمديا ميكاييل بكلية علم تربية الحيوانات والهندسة الزراعية لمدرسة الزراعة تخصص الهندسة الزراعية.
في عام 1935 التحق بكلية الزراعة وعلوم الحيوان لكلية الزراعة في شاكي.

## المشاركة في الحرب
ومع اندلاع الحرب الوطنية العظمى، ذهب أحمديا طواعية إلى الجبهة. كان يتدرب في مدرسة الطيران لمنطقة كراي ستافروبول.
بعد عدة أشهر من الدورات حصل جابراييلوف على رتبة ملازم وتم تعيينه فرقة قاذفة القنابل الخامسة والثلاثين بالقرب موسكو.
في 1942 تم إرساله إلى مدينة دونباس لأوكرانيا وتم التعيين فيها مساعدا للقائد السياسي للفوج 350.
في داخل هذا الفوج شارك أحمديا جابراييلوف في الحروب حول منطقة إزيوم- بارفينكي- ليزوفا لأوكرانيا وحصل على رتبة ملازم أول.

## فتراته الاسر
في مايو لعام 1942 أسقطت طائرته بالقرب من كورسك. في نفس الفترة أصيب بجروح خطيرة على ضفاف نهر سيفيرسكي دونتس، بالقرب من نهر إيزيوم، وأسره الألمان.

## بعد الحرب
- في 25 نوفمبر لعام 1946 مع مساعدة شارل ديغول عاد أحمديا إلى الاتحاد السوفيتي.[7] وهنا يعتبر أحمديا جابراييلوف خائن الوطن وفي إحدى عمليات التفتيش في موسكو، تمت مصادرة جزء من جائزته.
- تزوج مع سيدة سورية وولد 7 أطفال من هذا الزواج بين 1948 -1962. في 1964 واصل تعليمه غير مكتمل في معهد كيروفاباد الزراعي.
- في عام 1966، خلال زيارة إلى اتحاد الجمهوريات الاشتراكية السوفيتية، أعرب الرئيس الفرنسي شارل ديغول عن رغبته في رؤية أحمديا جابريلوف، وأستدعيه إلى موسكو.
- وفي عام 1968، برأته الحكومة السوفيتية باعتباره «خائنا».
- توفي أحمديا جابراييلوف في 10 أكتوبر عام 1994 في حادث سير بمدينة شاكي.